# Melanaspis sacculata
Melanaspis sacculata är en insektsart som beskrevs av Ferris 1943. Melanaspis sacculata ingår i släktet Melanaspis och familjen pansarsköldlöss. Inga underarter finns listade i Catalogue of Life.